# Oasis (bài hát của Do As Infinity)
Oasis là đĩa đơn thứ ba của ban nhạc Do As Infinity, phát hành năm 2000. Đĩa bán được 76600 bản tại Nhật Bản và cũng là đĩa đơn thứ 2 gồm các bản phối lại. Bài hát chủ đề- Oasis được nhóm nhạc Dream thu âm lại và phát hành trong một album cover của họ.

## Danh sách
1. "Oasis" (Ốc đảo)
2. "Sell..."
3. "Oasis" (Instrumental)
4. "Sell..." (Instrumental)
5. "Wings" (Free Live 100 at Shibuya Public Hall)
6. "Heart" (3SV Remix)
7. "Heart" (Chromatic Mix)

## Xếp hạng
| Bảng xếp hạng (2000) | Thứ hạng | Thời gian trụ hạng |
| -------------------- | -------- | ------------------ |
| Japan Oricon         | 25       | 8 tuần             |